# 程祖潤
程祖潤（1805年—1860年），字鹿樵，一字雨琴，河南省祥符縣人，祖籍丹徒，道光甲辰三甲第八十四名進士，丁未四川合州知州，先後任過廣安、新繁、江津知縣，後遷升成綿龍茂道，積勞成疾，卒於任所。咸豐九年秋，藍朝鼎等作亂。時祖潤以四川候補道總辦川東防剿事務，率兵進剿，從咸豐已未至庚申經數月激戰，剿滅匪徒。